# Reserva natural de Teberdá
La reserva natural estatal de la biosfera de Teberdá (en ruso: Тебердинский государственный природный биосферный заповедник) es una reserva natural estricta (un 'Zapovédnik') del sur de Rusia. Se sitúa en las vertientes septentrionales del Gran Cáucaso, en los raiones de Karacháyevsk, Zelenchuk y Urup de la república de Karacháyevo-Cherkesia. 

## Historia
A principios del siglo XX se organizó una silvicultura en Teberdá, a la que en 1925 se le encomendó la protección de la zona turística con el establecimiento de un régimen de reserva incompleto en sus bosques.
En enero de 1935, por decisión del Comité Ejecutivo Regional de Karachái, se organizó una reserva de importancia local, y el 5 de marzo de 1936, por resolución N.º 40 del Consejo de Comisarios del Pueblo de la RSFSR, se tomó la decisión “Sobre la formación de la reserva estatal completa de aclimatación de las montañas altas de Teberdá”. Este decreto prohíbe la explotación forestal, la caza y la pesca en toda la reserva, pero se permite el uso de pastos y el desarrollo turístico del territorio.
En relación con el cambio de fronteras administrativas en enero de 1944, la reserva natural de Teberdá pasó a depender de la Dirección de Reservas Naturales de la República Socialista Soviética de Georgia. En 1951, quedó subordinada a la Dirección General de Reservas Naturales dependiente del Consejo de Ministros de la URSS. Desde 1955, la reserva estuvo subordinada al Ministerio de Agricultura de la URSS, luego pasó a estar bajo la jurisdicción de la Dirección General de Reservas de Caza dependiente del Consejo de Ministros de la RSFSR.
En 1986, por el éxito alcanzado en la realización de investigaciones científicas y la protección de la naturaleza de la Cordillera del Cáucaso Principal, la reserva recibió un Certificado de Honor del Presidium del Consejo Supremo de la RSFSR. Desde 1991, la reserva está subordinada al Comité Estatal de la Federación Rusa para la Protección del Medio Ambiente (Goskomekologiya Rosii).
Desde 2000, la Reserva Natural de Teberda está subordinada al Ministerio de Recursos Naturales y Ecología de la Federación de Rusia (Minprirody Rosii).
En 1971 el territorio del complejo turístico Dombái con una superficie de 112,5 ha fue segregado de la reserva natural. En 1977 el territorio de la localidad de Teberdá fue asimismo segregado de la reserva y en 1979 el territorio del complejo Dombái, con una superficie de 104 ha. En 1979 se cerró la última ruta hacia los lagos de Baduk.
Desde 2009, la Reserva Natural Estatal Dautski, con una superficie de 74.900 ha, fue transferida bajo la protección de la Reserva Natural Teberdá.
Desde del 16 de agosto de 2021 goza del estatus de Parque Nacional de Teberdá.

## Superficie
El área del parque nacional consta de dos secciones: Teberdinski (66.059 hectáreas) y Arjizski (19.270 hectáreas), así como un polígono de la biosfera con una superficie de 27.277 hectáreas, que conecta dos áreas de agrupación entre sí y con el territorio de la Reserva de la Biosfera del Cáucaso. Así, la superficie total del Parque Nacional de Teberdá es de 112.606 hectáreas.

## Naturaleza

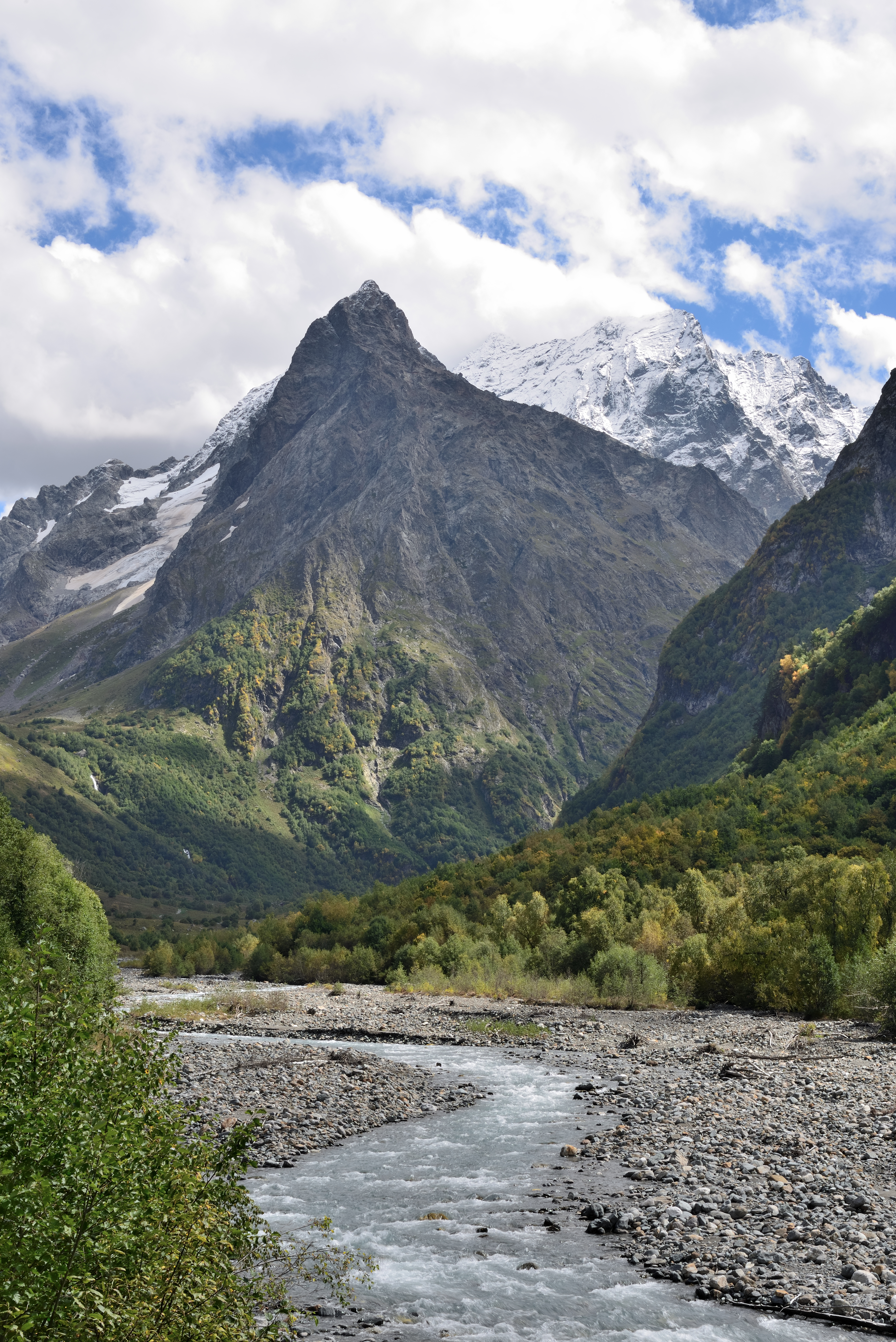
Reserva de Teberdinsky: en la cordillera principal del Cáucaso, en los distritos de Zelenchuk y Karachay.

El 31,7% del territorio está ocupado por bosques, el 20% por praderas, el 8,5% por glaciares, el 38,4% por rocas y pedregales, el 0,7% por agua.
Hay más de 180 lagos en el parque nacional. Los lagos de Baduk, en particular, son famosos por su belleza. Los lagos son de tamaño pequeño, la profundidad máxima de los lagos es de 30 a 50 m. Casi todos los lagos se encuentran en altitudes superiores a los 2000 m (con la excepción de los lagos Tumanli-Gel y Karakiol), muchos de ellos son de difícil acceso. La mayoría de ellos aparecieron durante el derretimiento de los glaciares hace 200-1000 años, con la excepción del lago Karakiol cerca de la localidad de Teberdá, que surgió durante la retirada del antiguo glaciar de Teberdá hace 8-10 mil años. Los ríos del parque nacional se alimentan de la nieve y los glaciares. En total, 30 de ellos fluyen a lo largo de pendientes pronunciadas y a menudo forman rápidos y poderosas cascadas (Alibekski, Jutiski). Los ríos más grandes son el Teberdá, el Amanauz, el Alibek, el Dombái-Ulgen), el Gonachkir, el Baduk, el Ulu-Murudzhu y en el sector de Arjiz, el Kizgich. En el territorio del parque nacional hay 109 glaciares con una superficie total de 74,3 km² y 530 descargas de avalanchas (periódicamente se producen potentes avalanchas de nieve en invierno y primavera).
El punto más bajo del parque nacional, la desembocadura del Dzhamagat, se encuentra a una altitud de 1260 m. El punto más alto es el monte Dombái-Ulgen con una altura de 4047 m, y el 85% del territorio del parque nacional está situado a más de 2000 m sobre el nivel del mar.

## Estatus
El Parque Nacional de Teberdá es una institución ambiental, de investigación y educación ambiental de importancia federal. En 1994, la reserva recibió el Diploma del Consejo de Europa de primer grado. En 1997, la reserva recibió el estatus de biosfera y fue incluida en la red global de reservas de biosfera.
A partir del 16 de agosto de 2021 es parque nacional.

## Flora y fauna
El parque nacional alberga 1207 especies de plantas, 470 especies de musgos, más de 300 especies de líquenes, más de 100 especies de algas terrestres y 500 especies de hongos. 272 son endémicas del Cáucaso. En el Libro Rojo de Rusia figuran 26 especies: peonía de Wittmann, prímula de hojas yemas, Euónymus nánus, tejo y otras.
El parque nacional alberga 46 especies de mamíferos, 225 especies de aves, 10 especies de reptiles, 7 especies de anfibios, 3 especies de peces y más de 3.000 especies de insectos. 31 especies de animales están incluidas en el Libro Rojo de Rusia, como el bisonte, la nutria caucásica, el halcón peregrino, el quebrantahuesos, el macaón, la apolo, etc.

## Galería

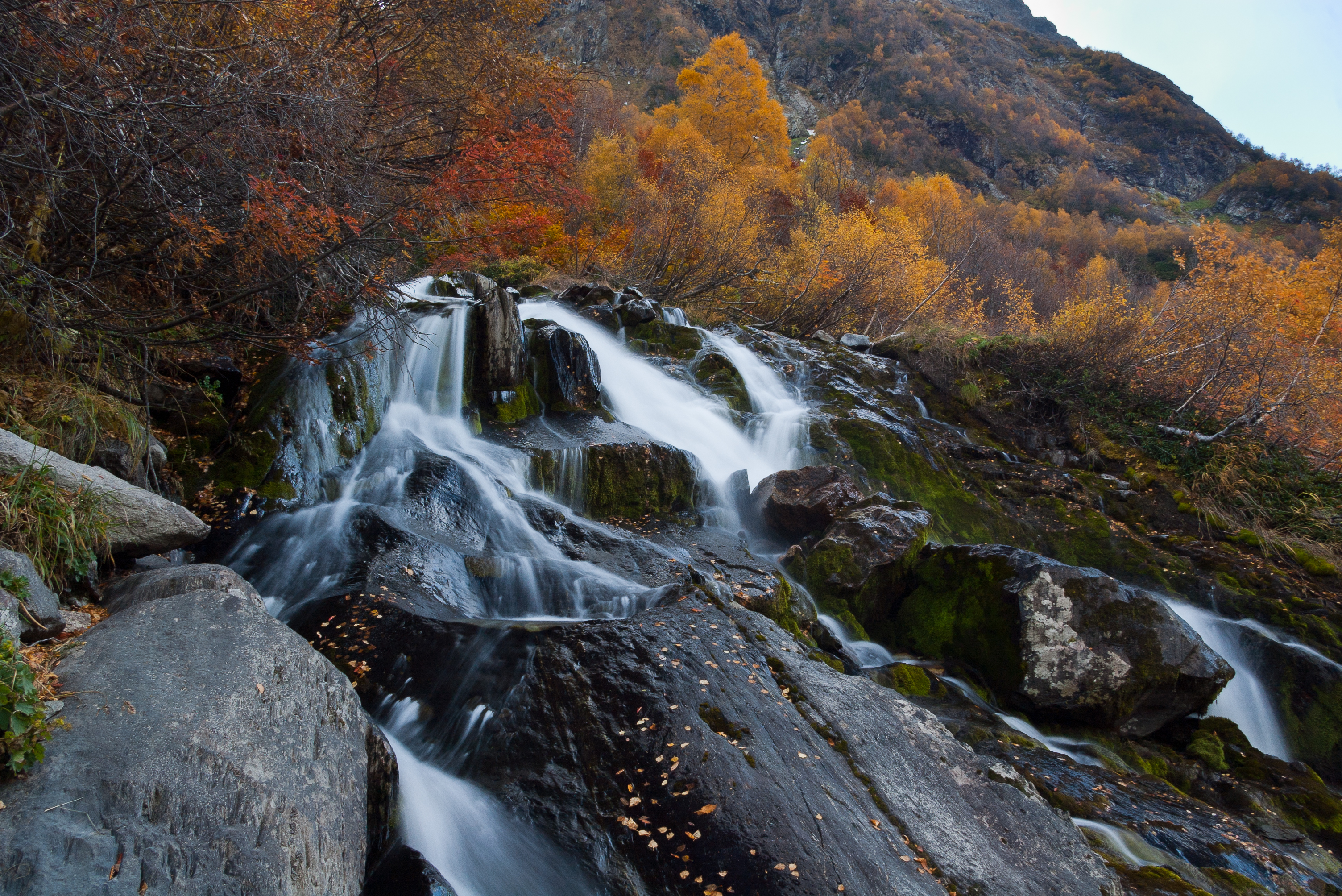
Cascada Chuchjur, cerca de Dombái.
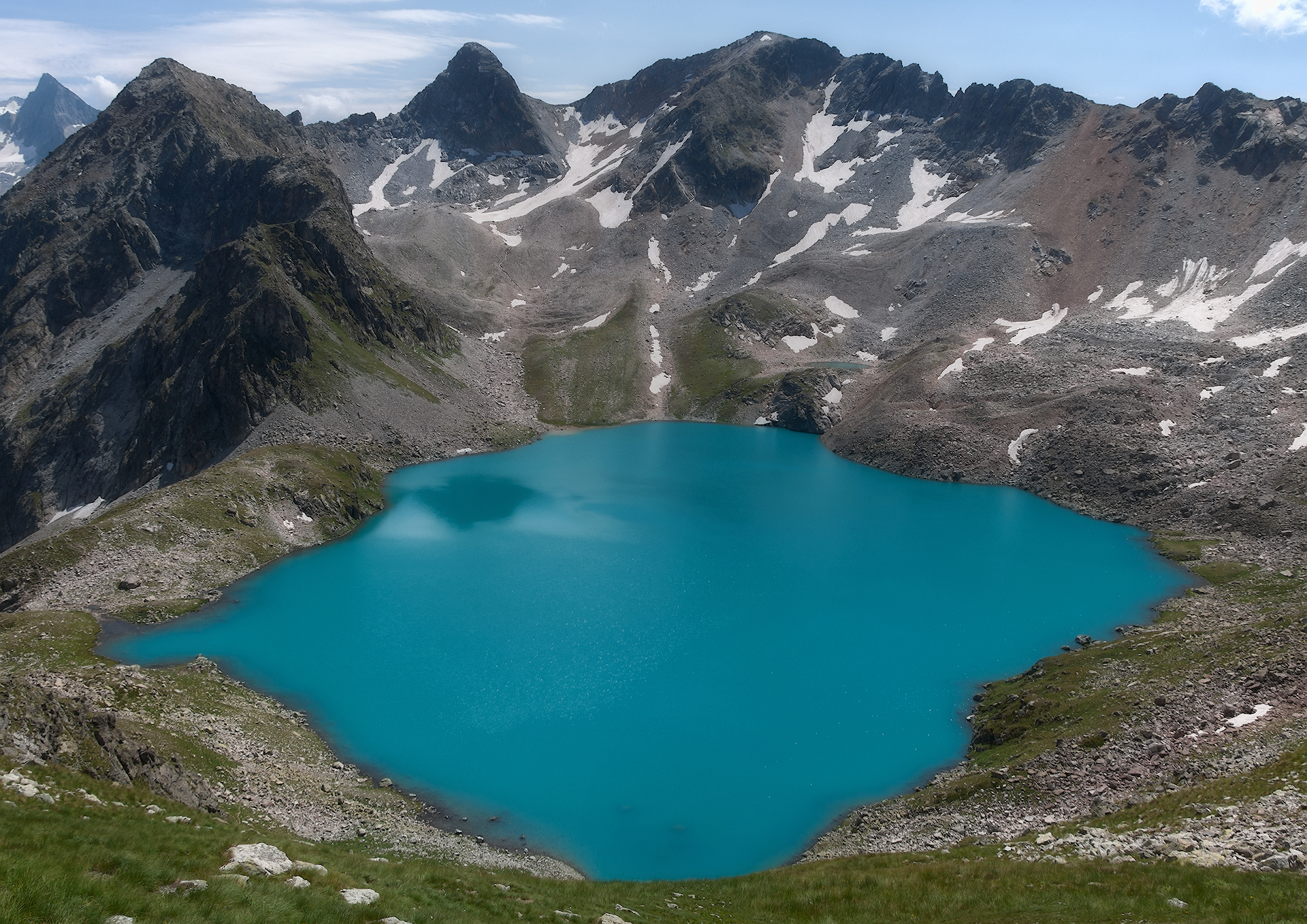
Lago Goluboye Murudzhinskoye, raión de Zelenchuk, 3200 m.
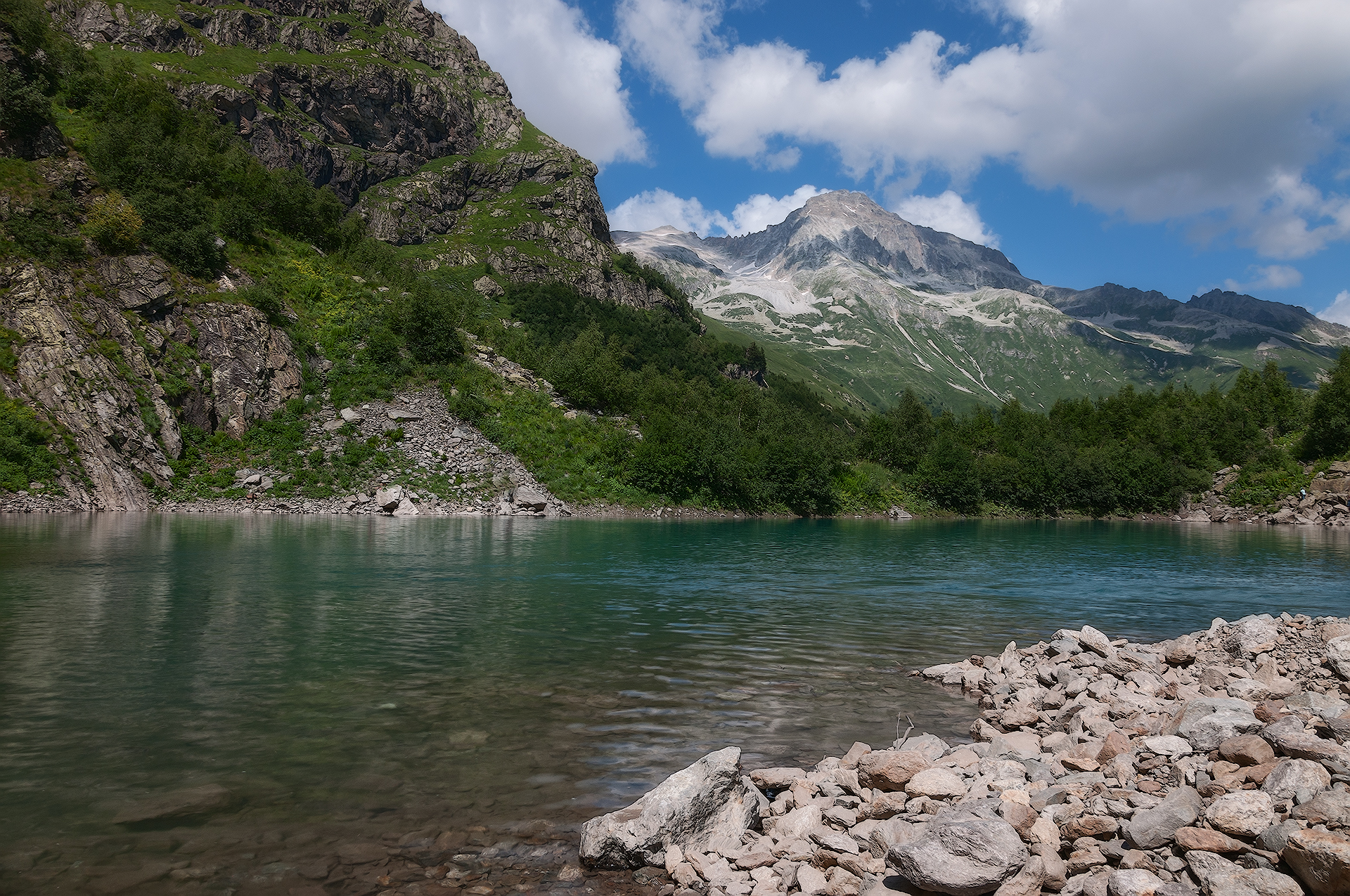
Lago Ture.
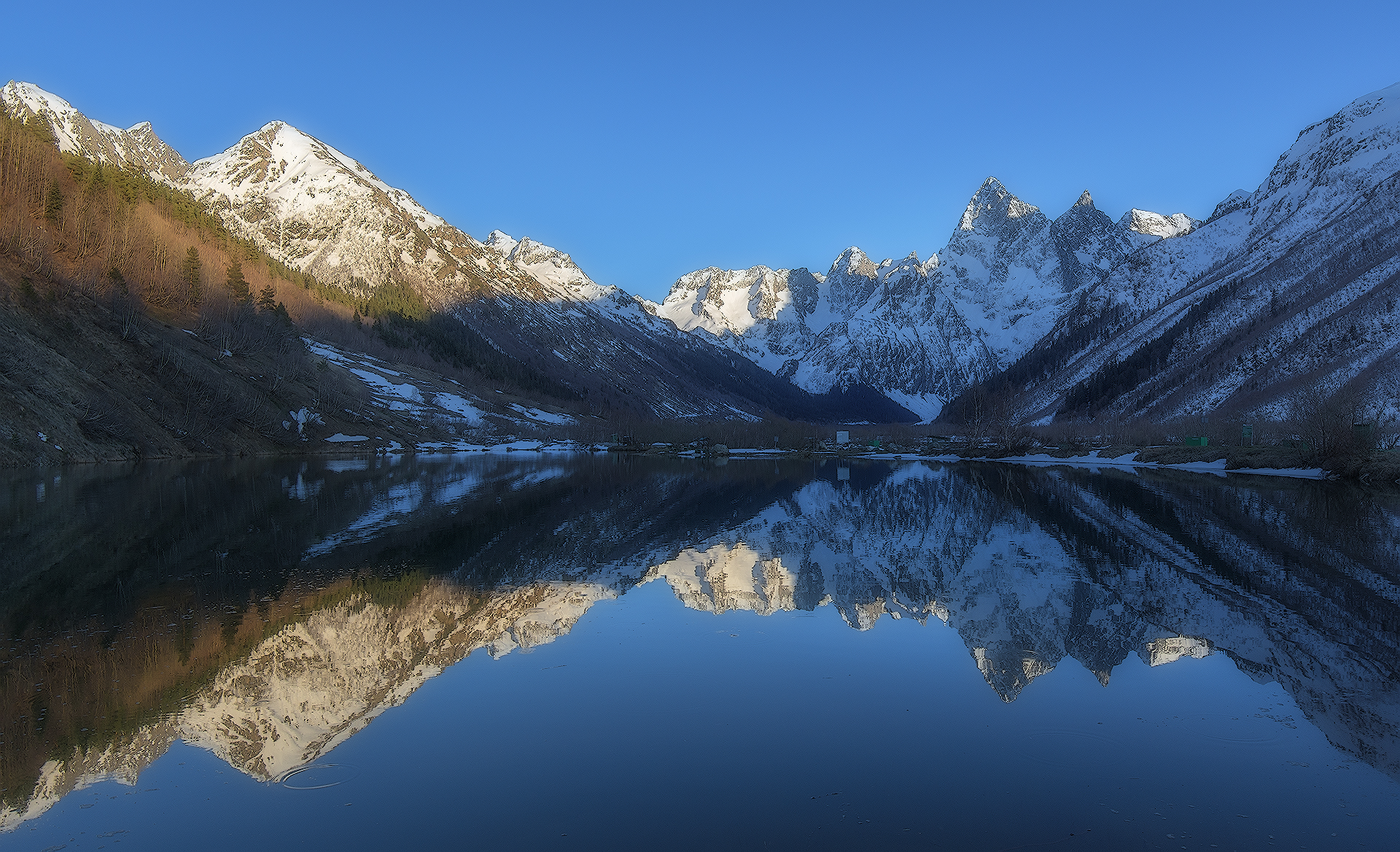
Lago Tumany-Kel.
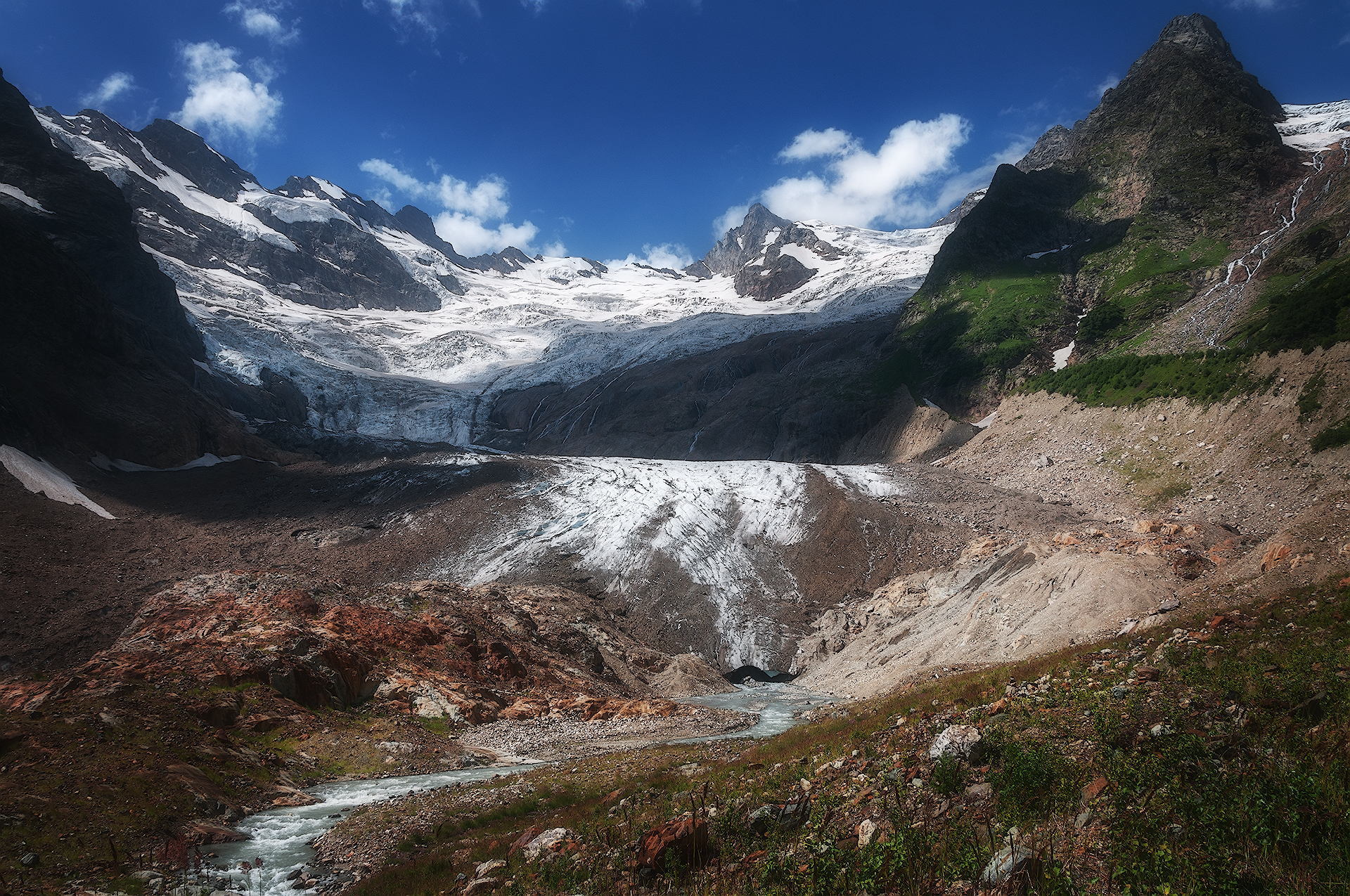
Glaciar Alibek.
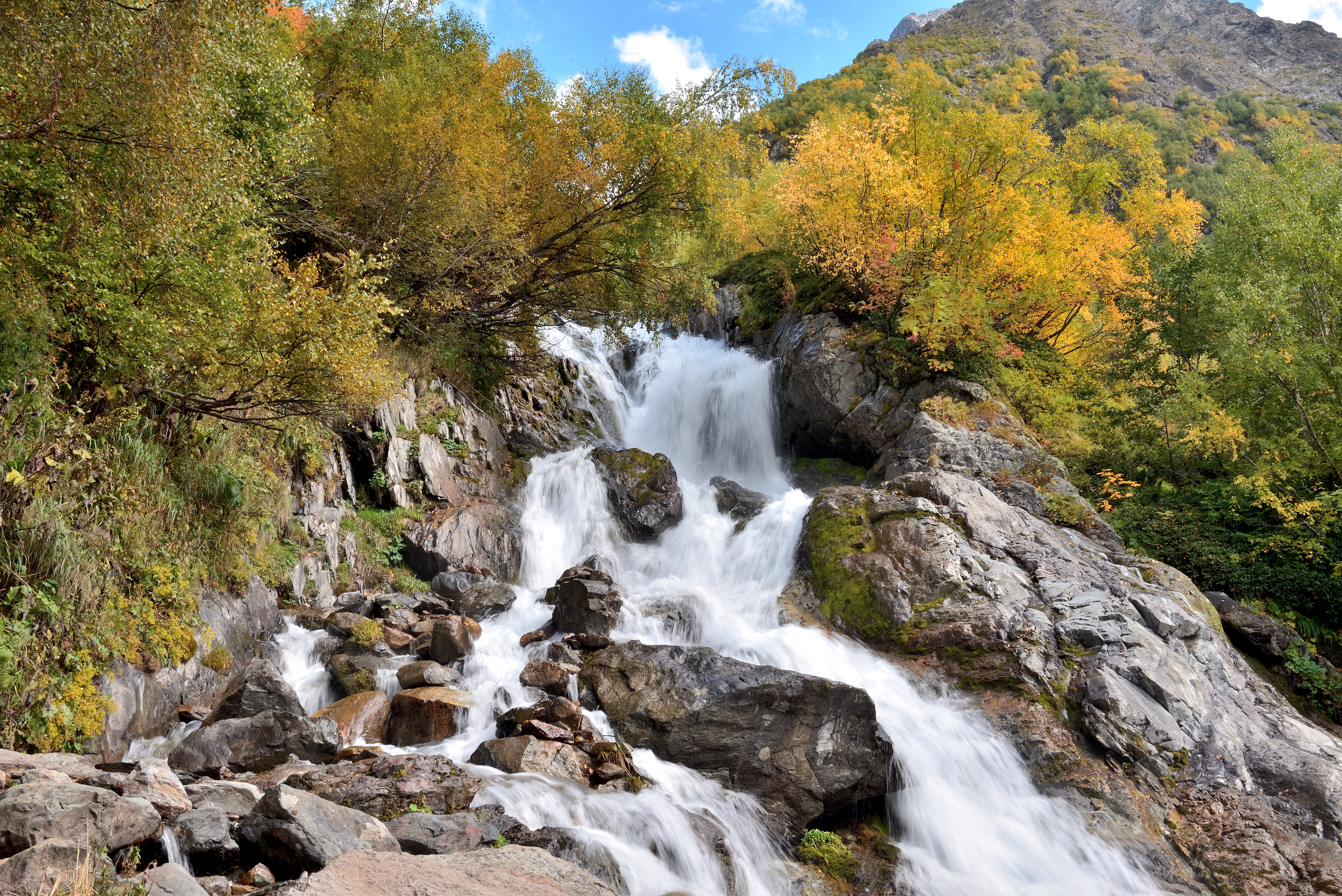
Cascada inferior de Juchur.
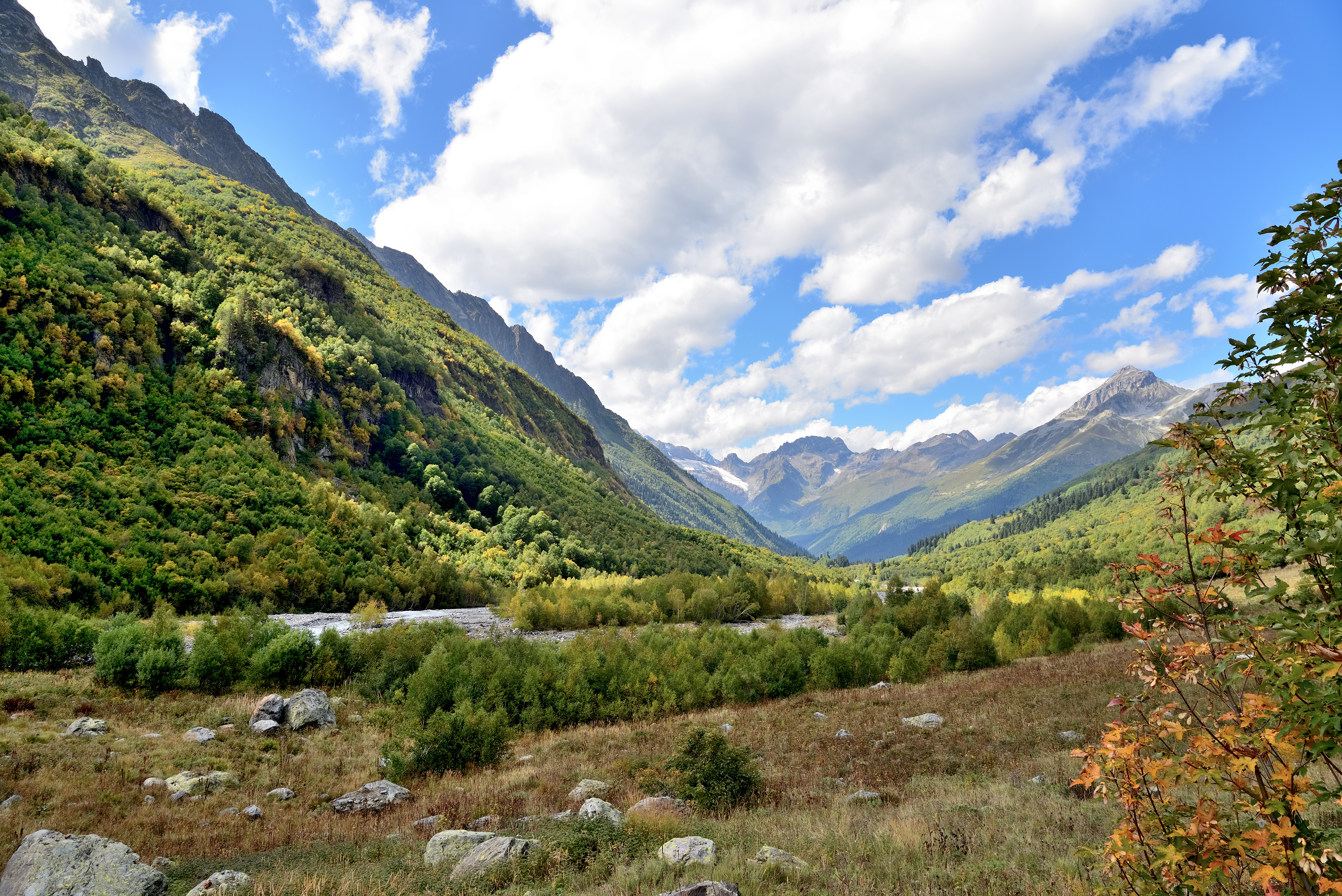
Valle de Dombái-Ulgen.
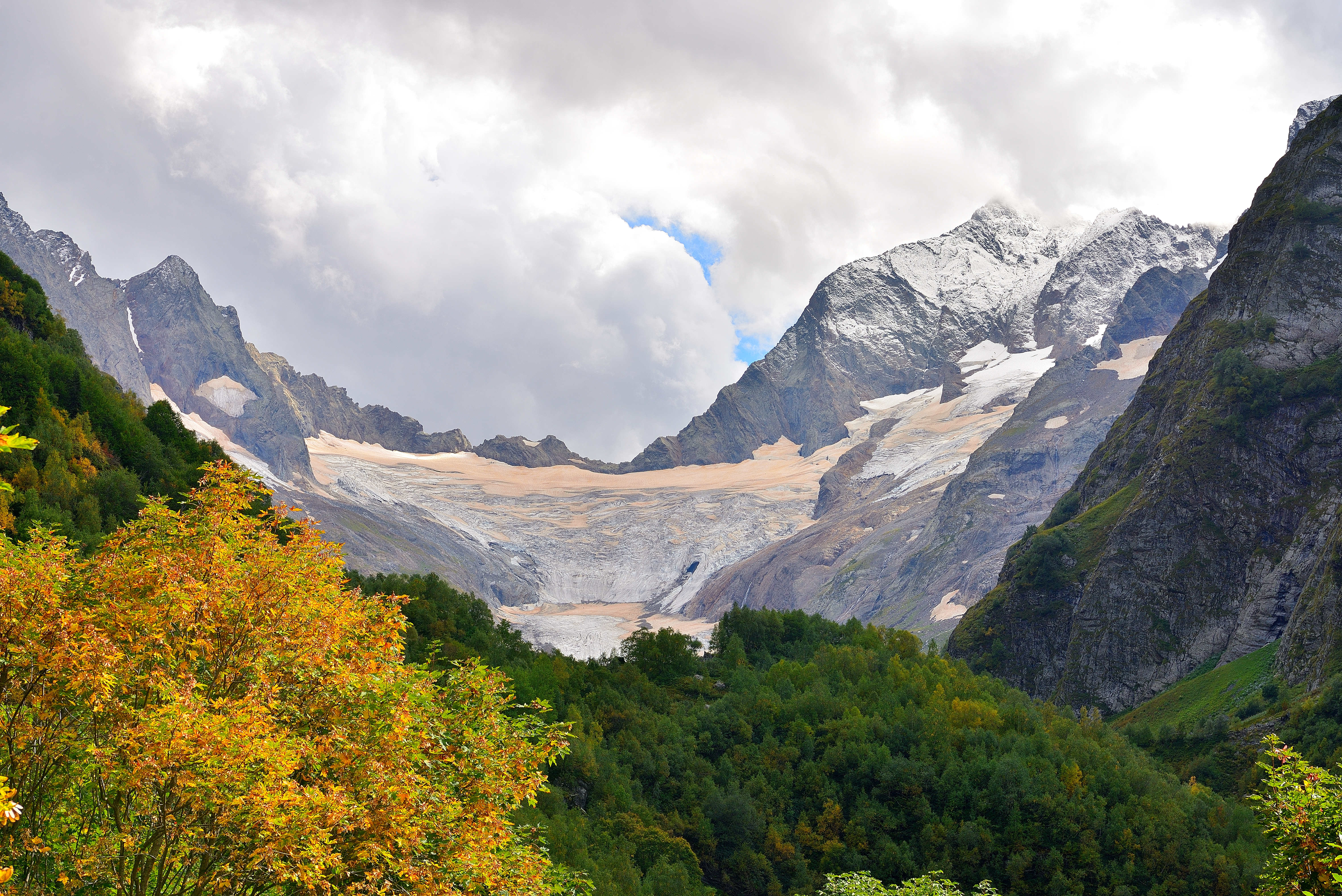
Glaciar y paso del Ptish.